# Ян Бохенек (важкоатлет)
Ян Бохенек (пол. Jan Bochenek, 20 вересня 1931 — 2 листопада 2011) — польський важкоатлет.
Бронзовий призер Олімпійських Ігор 1960 року в категорії до 82,5 кг, учасник 1956 року.
Бронзовий призер Чемпіонату світу 1957 (до 75 кг), 1959 (до 75 кг) років.